# Marumba bengalensis
Marumba bengalensis is een vlinder uit de familie van de pijlstaarten (Sphingidae). De wetenschappelijke naam van de soort is voor het eerst geldig gepubliceerd in 1912 door George Francis Hampson.